# 택승정
택승정은 대한민국 경기도 양평군 용문면 광탄리에 있는 건축물이다. 1986년 5월 30일 양평군의 향토유적 제25호로 지정되었다.

## 개요
이 정자는 세조 6년(1460)에 대제학 양성지(梁誠之)가 창건하였다고 하며, 택승정기에 의하면 순조 30년(1830) 양씨 선조들이 사용하던 활터에다 창건한 것으로 헌종 6년(1840) 병사 양주태가 현액하였다고 기록되어 있다. 정자의 형태는 정면 3칸, 측면 2칸의 팔작지붕으로 자연초석위에 원주를 세운 굴도리집이다. 정면에는 양대연(梁大淵)이 쓴 ‘택승정(澤升亭)’이라는 현액이 걸려 있고 내부에는 ‘택승정기(澤升亭記)’ 현판이 걸려 있다.